# Fiat 500L
Fiat 500L este o mașină produsă de Fiat în cadrul joint-venture-ului FCA Serbia și comercializată la nivel global încă de la debutul său la Salonul Auto de la Geneva din 2012. Este clasificat ca un mini MPV.